# Norton Malreward
Norton Malreward is civil parish in het bestuurlijke gebied Bath and North East Somerset, in het Engelse graafschap Somerset met 246 inwoners.